# Mitch Harris
Mitch Harris (ur. 31 października 1970 w Nowym Jorku) – amerykański gitarzysta mieszkający w Anglii w Wolverhampton. Zaczął swoją karierę w hardcore punkowym zespole o nazwie Righteous Pigs. Razem z perkusistą Mickiem Harrisem (Napalm Death) stworzył poboczny projekt o nazwie Defecation. Krótko po założeniu Defecation gitarzysta opuścił Righteous Pigs i dołączył do Napalm Death w 1989 roku. Pierwszy raz pojawił się na albumie Harmony Corruption.